# Powergaming
Inom rollspelande är kobold eller powergaming en nedsättande term om en rollspelare vars spelstil indikerar att dennes mål snarare är att förbättra sin karaktärs värden, stapla guld och besegra så många fiender som möjligt i stället för att utveckla karaktärens personlighet och bidra till själva historieberättandet. Vissa rollspelssystem, inte minst Dungeons & Dragons, beskylls ibland för att indirekt uppmana till koboldism. Så kallade friformsrollspel kan ses som en reaktion mot detta spelsätt.
Den motsvarande termen på engelska är munchkin.